# Canon EF-S 55-250mm
Il Canon EF-S 55-250mm f/4-5.6 IS è uno zoom tele per DSLR Canon EOS con sensore a formato ridotto ed attacco EF-S.
Offre un angolo di campo equivalente a quello di un obiettivo 88-400mm su full frame.
L'obiettivo offre uno stabilizzatore d'immagine di quarta generazione, che offre fino a quattro stop di guadagno. Inoltre, ha un rapporto di ingrandimento massimo abbastanza elevato, non essendo un obiettivo macro.
La lente è stata distribuita in America nell'aprile 2008 con un prezzo consigliato di 299.99 USD, e pubblicizzato come obiettivo ideale da essere accoppiato con il 18-55mm.